# Stay the Ride Alive
A Stay the Ride Alive Gackt japán énekes kislemeze, mely 2010. január 1-jén jelent meg az Avex Entertainment kiadónál. Eredeti címe Stay the Decade Alive lett volna. A címadó dal a Kamen Rider × Kamen Rider W & Decade: Movie War 2010 című filmek betétdala volt.

## Számlista
Az összes dalszöveg szerzője Fudzsibajasi Sóko; az összes szám szerzője Ryo.
| #  | Cím                               | Hossz |
| -- | --------------------------------- | ----- |
| 1. | Stay the Ride Alive               | 4:38  |
| 2. | Stay the Ride Alive Classic Edit. | 4:05  |
| 3. | Stay the Ride Alive instrumental  | 4:36  |

## Slágerlista-helyezések
Oricon
| Dátum           | Slágerlista | Típus              | Legmagasabb helyezés | Eladás |
| --------------- | ----------- | ------------------ | -------------------- | ------ |
| 2010. január 1. | Oricon      | heti kislemezlista | 3                    | 29 421 |
| 2010. január 1. | Oricon      | havi kislemezlista | 7                    | 34 832 |

Billboard Japan
| Slágerlista (2010)      | Legmagasabb helyezés |
| ----------------------- | -------------------- |
| Billboard Japan Hot 100 | 79                   |